# João Henrique de Souza
João Henrique de Souza (Monteiro, 8 de janeiro de 1943 – São Paulo, 12 de janeiro de 2021) foi um delegado de polícia, juiz eleitoral e político brasileiro. Foi deputado estadual da Paraíba de 1 de fevereiro de 2007 até sua morte.

## Biografia
Natural de Monteiro, João Henrique era formado em Direito. Atuou como delegado de homicídios da Polícia Civil do Estado da Paraíba em João Pessoa e juiz eleitoral no Tribunal Regional Eleitoral da Paraíba.
Foi eleito deputado estadual representando a Assembleia Legislativa da Paraíba pela primeira vez nas eleições de 2006, inicialmente pelo PFL, e reeleito nas eleições de 2010 e 2014 pelo Democratas. Insatisfeito com esse partido, trocou pelo PSDB em 2017. Foi reeleito por esse partido em 2018, com 34.813 votos.
Morreu em 12 de janeiro de 2021, aos 78 anos, no Hospital Vila Nova Star, em São Paulo, de COVID-19.